# 皮格納里巴納
皮格納里巴納（法語：Pignari Bana），是馬里的城鎮，位於該國中部，由莫普提區的邦賈加拉省負責管轄，面積855平方公里，海拔高度290米，2009年普查人口總數為28,258人，人口密度每平方公里33人。